# Петрашевич, Галина Львовна
Галина Львовна Петрашевич (10 (23) марта 1903, Дубовая — 7 июня 1999) — советский и украинский скульптор, Народный художник УССР (1964), одна из основателей Союза художников Украины, мать скульптора Оксаны Супрун.

## Биографические данные

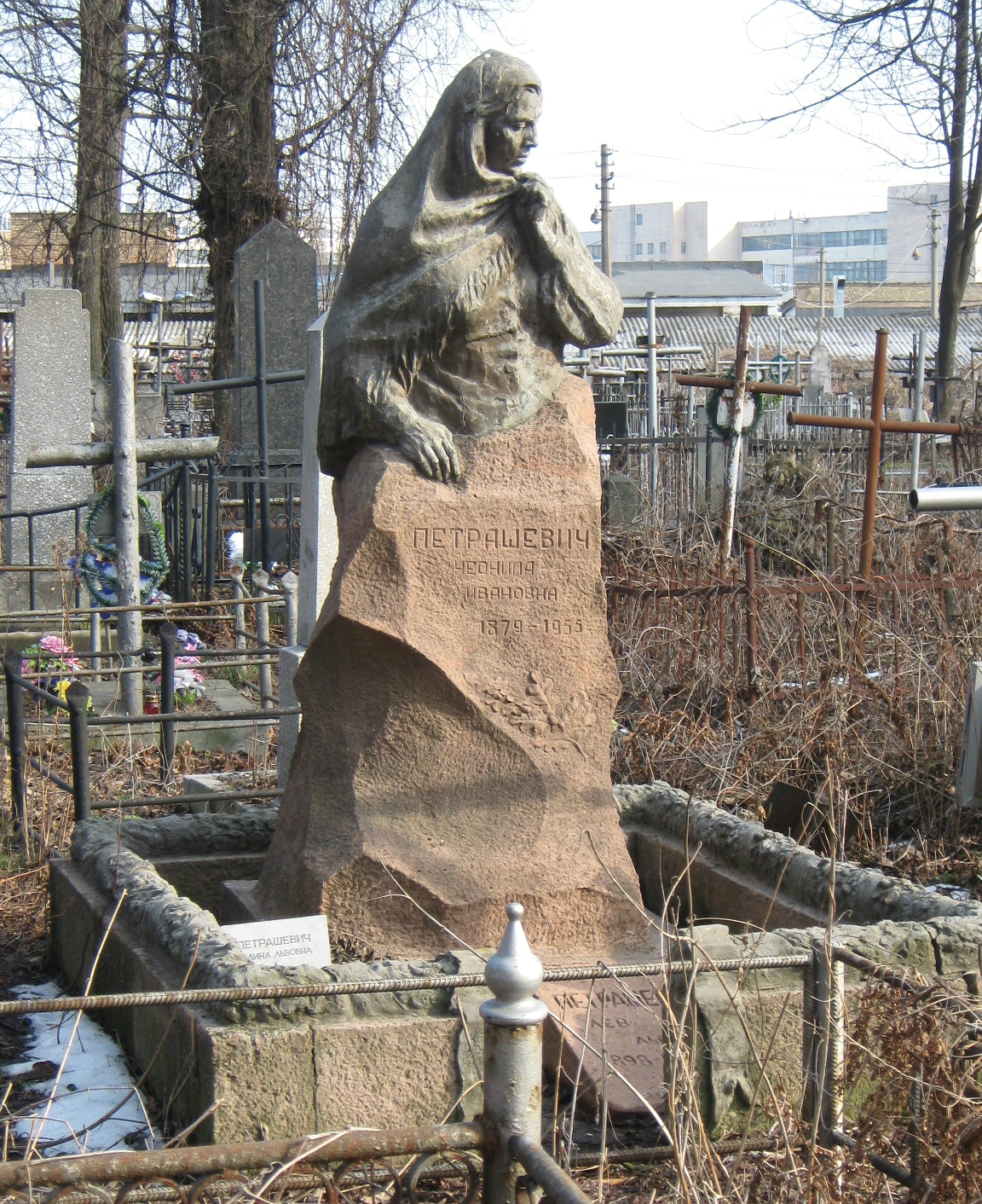
Памятник на могиле Галины Петрашевич на Лукьяновском кладбище

Родилась 10 (23 марта) 1903 года в селе Дубова (теперь Уманского района Черкасской области) в семье почтового служащего. После окончания Уманской гимназии в 1920—1923 годах училась в Уманском художественно-декоративной студии. Окончила скульптурный факультет Института пластических искусств (училась 1925—1930 у Макса Гельмана, Бернарда Кратка и Ивана Северы, Константина Елевы). После института работала в области станковой скульптуры.
Первыми работами были:
- проект памятника героям революции в Киеве (1927);
- памятник Н. М. Коцюбинскому для Чернигова (1929);
- памятник Ф. Г. Яновскому (1929; получил первое место на профессиональном конкурсе);
- памятник на могиле поэтессы Леси Украинки на Байковом кладбище в Киеве (1939).

Одной из первых воссоздала образ молодого Шевченко.
Принимала участие в выставках:
- республиканских с 1927 года;
- всесоюзных 1938 года;
- зарубежных с 1955 года;
- персональных:
  - Москва в 1959 году;
  - Киев в 1960 году.

Член КПСС (с 1944 года).
Умерла 7 июня 1999 года. Похоронена в Киеве на Лукьяновском кладбище (участок № 27, ряд 8, место 39) рядом с матерью и братом. На могиле памятник из цемента — скульптура женщины (авторская работа Г. Петрашевич).

## Награды
- Орден Трудового Красного Знамени
- Заслуженный деятель искусств УССР (1958)
- Народный художник УССР (1964)